# حبیب ساهر
حبیب ساهر یا میر حبیب قوامی (۱۸۹۵، تبریز - ۱۳۶۴، تهران) شاعر، نویسنده، مترجم و پژوهشگر ادبی آذربایجانی و بنیانگذار شعر آزاد ترکی در ایران بود او پس از تأسیس دولت خودمختار آذربایجان، کتاب درسی «زبان مادری» را برای دانش‌آموزان تألیف کرد. وی در مقالاتی در مطبوعات به اسم‌هایی چون «آیدین»، «اولکر»، «آغ» معروف بود. او بارها به دلیل فعالیت‌هایش تبعید شد. پس از انقلاب اسلامی ایران با حلق آویز کردن خود دست به خودکشی زد.

## زندگی
میر حبیب قوامی در سال ۱۹۰۳ در محله سرخاب تبریز به دنیا آمد. ابتدا خواندن و نوشتن به زبان عربی را درمدرسه «سردابه اوستو» آموخت. بعدها تحصیلات ابتدایی را در مدارس «مدرسهٔ معتمده» و «رشدیه» گذراند. پس از پایان تحصیلات ابتدایی وارد دبیرستان «مدرسه مبارک محمدیه» شد. در اینجا او با  شهریار همکلاسی بود.
میرزا تقی خان رفعت تبریزی در دوران تحصیل وی در دبیرستان معلم زبان و ادبیات فرانسهٔ او بود. حبیب ساهر تحت تأثیر میرزا تقی خان رفعت به ادبیات غرب علاقه‌مند شد. او با نشریات «رسیم‌لی آی» و «ثروت فنون» که در ترکیه منتشر می‌شد، آشنا شد در اینجا او تخلص «ساهر» را انتخاب کرد چون به کارهای جلال ساهر، شاهر اهل ترکیه علاقه پیدا کرد. در این هنگام ساهر همراه با هم کلاسی‌های خود روزنامه‌های «انجمن رفعت» و «ادب» را چاپ و منتشر می‌کردند. پس از ترور شیخ محمد خیابانی و فروپاشی دولت آزادیستان، چاپ هر دو روزنامه متوقف شد.
پس از پایان تحصیل مدتی به شغل معلمی مشغول شد. بخشی از درآمد خود را برای خانواده اش در تبریز می‌فرستاد و بقیه را برای تحصیلات عالی در ترکیه جمع‌آوری می‌کرد.
حبیب ساهر در سال ۱۹۲۷ به ترکیه رفت. او به مدت دو سال در مدرسه «دبستان ایرانیان» که برای ایرانیان مقیم این شهر افتتاح شده بود، به عنوان معلم زبان و ادبیات فارسی مشغول به کار شد. در سال ۱۹۲۹ در دانشکده تاریخ و جغرافیا دانشگاه استانبول پذیرفته شد. در اینجا با شعر معاصر ترکی و فرانسه آشنا شده و زبان فرانسه را فرا گرفت.
او در دوران تحصیل، اشعار جدید شارل بودلر شاعر فرانسوی مثل «دشمن» و شعر معروف لامارتین «دریاچه»، گلستان سعدی و غزلیات حافظ شیرازی را به ترکی آذربایجانی ترجمه کرد. او پایان‌نامه خود را با عنوان «جغرافیای طبیعی آذربایجان ایران» نوشت و از آن دفاع کرد. او به توصیه استادش سعدی بیگ، کار دیپلم خود را به صورت زنجیره در مجله «آذربایجان یورد بیلگیسی» منتشر کرد.
پس از اتمام تحصیلات در سال ۱۹۳۳ به تبریز بازگشت. با انتصاب اداره آموزش و پرورش، به عنوان معلم جغرافیا دریکی از مدارس تبریز شروع به کار کرد. علاوه بر این، او کتاب‌های درسی نیز برای دانش آموزان نوشته بود. در سال۱۹۳۶ با تصمیم اداره آموزش و پرورش تبریز، کتاب درسی «جغرافیای خمسه» او در زنجان منتشر شد و جایزه دریافت کرد. ساهر بعداً برای کار معلمی به زنجان فرستاده شد.
در سال ۱۹۴۱ و پس از اشغال ایران توسط دولتهای متفقین  در جریان جنگ جهانی دوم، روشنفکران  جمهوری آذربایجانی که به عنوان بخشی از هیئت نمایندگی اتحاد جماهیر شوروی آذربایجان به تبریز آمدند، باعث  تغییرات  در فضای ادبی و فرهنگی شهر ایجاد کردند. در این دوره اشعار، ترجمه‌ها و مقالات حبیب ساهر در روزنامه‌ها و مجلاتی چون «آذربایجان»، «در راه وطن»، «شفق»، «ملت آزاد»، «شرق جدید» منتشرشد. در سال‌های اقامت وی در تبریز، آثار فارسی او «شقایق»، «سایه‌ها»، «افسانه شب»، «گزیده اشعار» منتشر ش]. پس از تأسیس حکومت خودمختار آذربایجان در سالهای ۱۹۴۵–۱۹۴۶ کتاب درسی «زبان مادری» را برای دانش آموزان نوشت و با تخلص و امضای «آیدین» در مطبوعات ظاهر شد.
پس از فروپاشی حکومت خودمختار آذربایجان به تدریس ادامه داد. او همچنان به زبان مادری‌اش شعر و داستان با امضاهای مخفیانه‌ای چون «آیدین»، «اولکر»، «آغ» می‌نوشت. پس از آشکار شدن فعالیت وی، به اردبیل تبعید شد. در آنجا او به عنوان معلم در مدرسه «صفویه» مشغول به کار شد. در دوران تدریس در مدرسه به دلیل اینکه کلاس هایشبه زبان ترکی آذربایجانی برگزار می‌شد، مدام تذکر می‌گرفت. در نتیجه پس از ۳ سال از اردبیل اخراج و به قزوین تبعید شد. از آنجایی که در قزوین نیز تغییری در فعالیت‌های وی ایجاد نشد، به شهر ساری در استان مازندران تبعید شد. در آنجا او به مالاریا مبتلا شد و به همین دلیل به قزوین بازگردانده شد و ۱۳ سال در آنجا زندگی کرد. وی بعدها به تهران نقل مکان کرد.
در سال ۱۹۶۵ اولین کتاب شعر او که به زبان مادری اش سروده شده بود به اسم «غزلیات» منتشر شد. کتاب‌های وی به نام‌های «سحر ایشیقلانیر»، «سؤنمه‌یه‌ن ایشیقلار»، «داغینیق خاطیره‌لر»، «کؤوشن» پس از انقلاب اسلامی ایران منتشر شد. علاوه بر این، شعرهایی به زبان فرانسه و داستان‌های کوتاه به زبان عربی نیز نوشته است.
پدربزرگ حبیب ساهر از شهر ترک میانه به تبریز نقل مکان کرد. پدرش میر قوام در سال ۱۹۰۸ در جریانجنبش مشروطه ربوده و کشته شد. مادرش از ایل بیات بود. در خانواده ۴ برادر و ۱ خواهر بودند.
در سال ۱۹۴۶ در ۴۳ سالگی با خانم نصرت الملک نوری ازدواج کرد. از این ازدواج پسرانی به نام‌های حمید و سعید و دخترانی به نام‌های منیژه و ثریا به دنیا آمدند.

## مرگ
پس از انقلاب اسلامی ایران در سال ۱۹۸۸ ساهر بعد از دریافت خبر دستگیری مجدد وی با حلق آویز کردن خود از پنجره آپارتمان خود در آریاشهر نزدیک تهران (صادقیه کنونی) خودکشی کرد. او در قبرستان «بهشت زهرا» تهران به خاک سپرده شده است.